# Albán néprajz
Az albánok alapvetően két, nyelvében és kultúrájában is elkülönülő csoportra oszthatók: a közép-albániai Shkumbin folyótól északra, Gegëriában a gegek, délre, Toskëriában pedig a toszkok élnek. A két népterület között széles átmeneti zóna húzódik a Durrës–Tirana–Szkopje sávban.

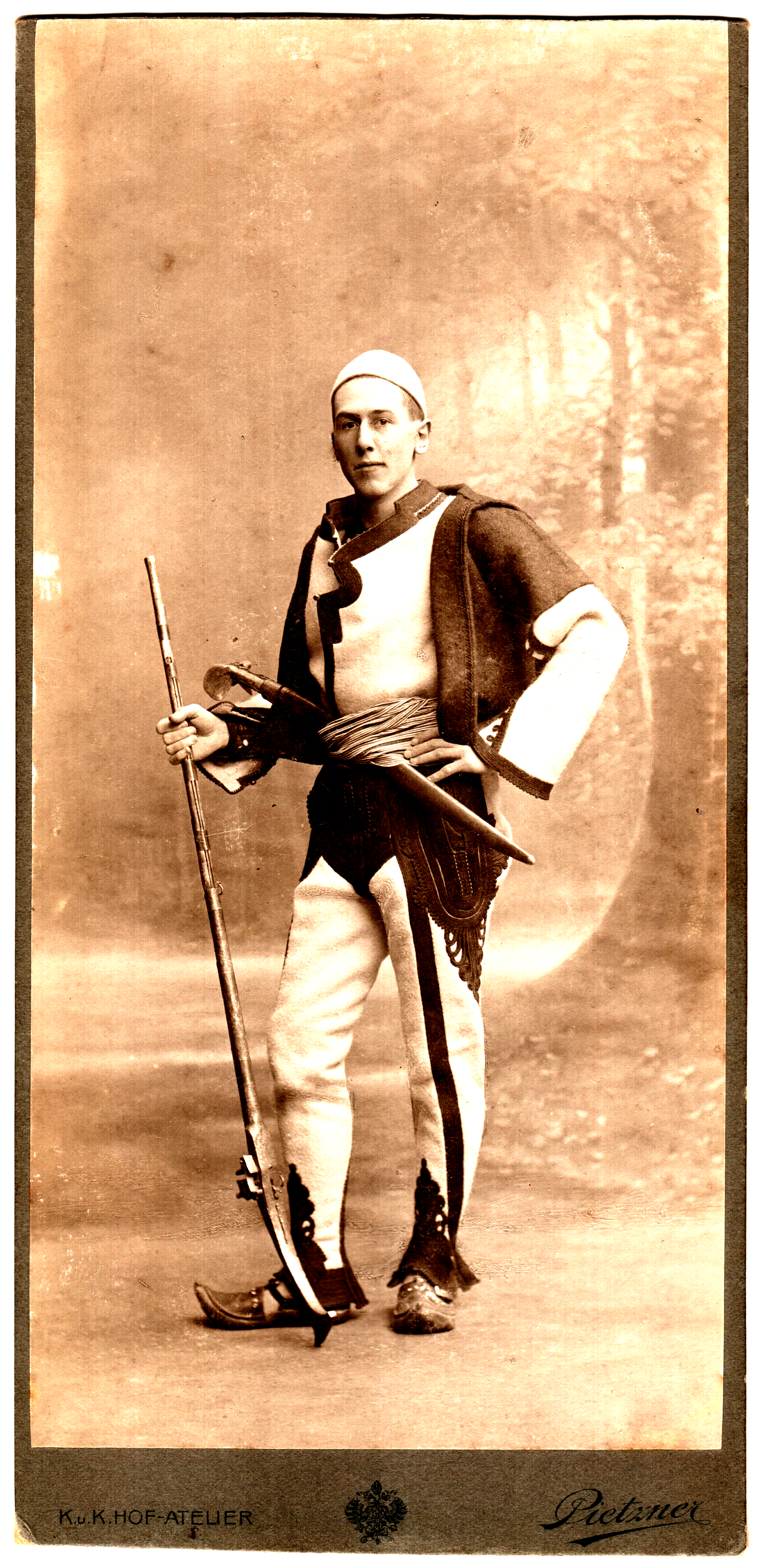
Albán harci öltözet - 1913 körül

A két nemzetrész egységes államkereteken belül is külön úton fejlődött. Az északalbán magashegyvidéki területeken élő gegek kultúrája jóval hagyományosabb és zártabb, mint a némileg polgárosultabb és az elmúlt századokban is nyitott toszkoké. Közrejátszik ebben az is, hogy mivel az északi hegyvidékek a történelem során nehezen megközelíthetőek, gyakorlatilag átjárhatatlanok voltak, a mindenkori hatalomnak jóval nehezebb dolga volt, ha saját társadalmi rendszerét, kultúráját, nyelvét akarta ráerőltetni a gegekre. A toszkok társadalmi fejlődésüket tekintve jóval előrébb jártak északi nemzettársaiknál, ez ugyanakkor sajátos műveltségük akkulturációját is maga után vonta.
Az albán nemzeti ébredés időszakában a gegek domináltak az albán(iai) politikai életben, a II. világháború után azonban főleg a toszkok kerültek előtérbe. Enver Hoxha kommunista diktatúrája alatt ezeket a kulturális-identitásbeli különbözőségeket hivatalosan „eltörölték”, ám a demokratikus fordulat után világossá vált: rendeleti úton nem lehet identitást teremteni és változtatni. Az 1997-es piramisjáték-válság a Shkumbin vonala mentén osztotta meg az országot: a gegek földijük, Sali Berisha mellé álltak, míg a toszkok zavargásokba torkolló tüntetéseket szerveztek ellene.
Az albánok legfontosabb néprajzi csoportjai a következők (zárójelben a földrajzi leírás vagy központi település): Gegëriában a malësorok (Shkodrától Koszovóig), dukagjinasok (Dukagjin), zadrimorok (Shkodra és Lezha között), pukjanok (Puka), lumjanok (Peshkopia), dibranok (Dibra), mirditasok (Orosh), matjanok (Mat völgye), kurbinasok (Laç) és çermenikasok (Çermenika); Toskëriában a myzeqarok (Berat), labok (Gjirokastra) és çamok (a görögországi Joánina).
Az albánok – északon és délen egyaránt – történelmi soron törzsekre (bajrak), ezek pedig vérségi nemzetségekbe (albánul fis) oszlottak. Társadalmuk a legutóbbi időig erősen patriarchális jellegű, férfiközpontú volt, és nagyon szigorúan szabályozták a szájhagyomány útján továbbörökített szokásjogi kánonok, mint amilyen például a gegek körében Lekë Dukagjinié volt. Ezek rendelkeztek a vérbosszúról (gjakmarrje), a vendégbarátságról, az adott szóról (besa) stb. A hegyvidékek népei hagyományosan transzhumáló állattartással (juh, kecske), esetleg erdőgazdálkodással foglalkoztak, műveltségük egyes elemei bizánci hatást mutatnak. Jellemzően szórványtelepüléseken éltek, a vérbosszú hatásaként egymástól távol építették fel hatalmas, erődszerű kőházaikat (kulla). Az alföldi népesség városokba tömörülve folytatott földműves- vagy kereskedelmi tevékenységet, emellett messze földön híresek voltak az albán takácsok, fafaragók, ötvösök, fegyverművesek munkái.
Népviseletükre jellemző a férfiak házi szövésű, fekete zsinórozású fehér gyapjúnadrágja (tirq), fehér nemezsüvege (qeleshe) és gazdagon díszített mellénye, a nők visszafogott színezésű, gazdagon zsinórozott gyapjúszoknyája és –köpenye. Délen a férfiak öltözetéhez tartozik a fehér vászoncsíkokból összevarrt szoknya (fustanella). Az albán szövegfolklór leghangsúlyosabb eleme a népi epika, a mondák, legendák, mesék, epikus énekek, valamint az epikolirikus népballada. A személyi líra, az alkalmi dal és a népdal jóformán csak a 19. században jelent meg a népköltészetben. Az albán népzene lágy, melankolikus, továbbá jellemzően szabad ritmusú és délen polifonikus. A hagyományos táncformák nemek szerint elkülönültek, a páros táncok a patriarchális társadalmi rendben nem voltak népszerűek: a nők körtáncokat, a férfiak pedig botos vagy kardtáncokat jártak. Hagyományosan a férfiak szolgáltatták a zenét, sajátos északalbán népi hangszerek az egyhúrú (lahuta) és a kéthúrú hegedű (çifteli).

## Néphit
Az albán néphit szerint minden háznak külön védőszelleme van, amely többnyire kígyó alakját ölti magára, így a kígyókat tisztelet övezi.
A csupasz, szőrtelen arcú ember rosszindulatú és bajt hoz.
Az albán mesékben gyakran szereplő Föld Szépe mindig jóindulatú, míg a tündérasszony általában gonosz.
Ha a vendéglátó gazda feláll az asztaltól, akkor a vendégének sem illik tovább ennie.
A menyasszonynak, miután a fejére tették a koszorút, szótlanul kell fogadnia a lakodalmas vendégek jókívánságait, megszólalnia sértés és tiszteletlenség.
A mesékben gyakran szereplő Föld szépe valójában az alvilág istennője, Proserpina. A sas az albán törzsek totem állata volt. A nép saját magára alkalmazott neve, a sqipetar jelentése: "a sas fiai".